# Drayton St. Leonard
Drayton St. Leonard – wieś w Anglii, w hrabstwie Oxfordshire, w dystrykcie South Oxfordshire. Leży 13 km na południowy wschód od Oksfordu i 73 km na zachód od Londynu. W 2001 miejscowość liczyła 261 mieszkańców.